# Decius Paulinus
Flavius Decius Paulinus war der letzte römische Konsul, der in Rom amtierte.
Paulinus stammte aus der angesehenen Familie der Decier. Er war Sohn des Basilius Venantius (Konsul 508) und Bruder des Decius (Konsul 529). Er war sehr jung, als er im Jahr 534, nachdem sein Bruder Konsul gewesen war, das Konsulat antrat. Paulinus wurde vom Ostgotenkönig Athalarich zum Konsul ernannt und (wie seine Vorgänger) auch vom oströmischen Kaiser Justinian I. anerkannt. Mit ihm endete das ordentliche (eponyme) Konsulat in Rom, denn nach dem Ausbruch des Krieges zwischen Ostrom und den Ostgoten im folgenden Jahr wurden keine weiteren Konsuln mehr ernannt. Allerdings wurde noch Jahre später nach Paulinus datiert (post consulatum Paulini).